# Slim Othmani
Slim Othmani né le 3 mars 1957 à Tunis, est un homme d'affaires algérien. Il est administrateur de plusieurs entreprises en Algérie.

## Biographie
Slim Othmani est un ingénieur informaticien, spécialisé dans les réseaux. Il a fait ses études supérieures pour l’essentiel en Tunisie, à la Faculté des Sciences de Tunis et à la Mediterranean School of Business de Tunis.
Il possède les nationalités algérienne, tunisienne et canadienne.
Avant de rentrer s’installer en Algérie en 1991, il investit dans une start-up canadienne, Alis Technologies à Montréal où il occupe les fonctions de directeur régional des ventes pour l’Afrique du Nord. Il occupe ensuite les fonctions de directeur des opérations dans l’entreprise Fruital-Coca-cola, qu'il a co-fondée avec son père et ses oncles.
En 1999, il rejoint NCA-Rouiba dont il est un des actionnaires majoritaires, une entreprise fondée par son père et son grand-père, spécialisée dans les jus et boissons aux fruits. Il y occupe le poste de directeur général jusqu'en 2010, puis de président du conseil d'administrationqu'il a occupé jusqu'en 2023, après avoir tenté de vendre l'entreprise en 2020.
Il agit aussi en qualité  d'administrateur indépendant pour le compte de certaines entreprises. 
En 2000, il fonde le Think Tank algérien, Cercle d'action et de réflexion autour de l'entreprise (CARE) , qu'il a présidé de 2012 à 2023.
Il est fait chevalier de la Légion d'honneur en 2018.
Il a été fondateur et président de l'Association des producteurs algériens de boissons (APAB), de même qu'il a été fondateur et président de Injaz El Djazair, une association visant la promotion de l'entrepreneuriat en Algérie. Il est aussi membre fondateur de l'institut algérien de gouvernance Hawkama El Djazair et membre fondateur du Maghreb Economic Forum (MEF) basé en Tunisie.
En avril 2021, il devient vice-président de l'Union pour le changement et le progrès.